# リリアン・バスマン
リリアン・バスマン（Lillian Bassman、1917年6月15日 - 2012年2月13日）は、ロシア系アシュケナジムのアメリカの女性写真家、画家、イラストレーター。主としてファッション写真の分野で活躍した。（主として1940年代・1950年代）

## 人物
ニューヨーク市ブルックリンに生まれ、ブロンクスで育った。当初は画家をしていた。1935年に写真家であるポール・ヒンメル（Paul Himmel, 1914年-2009年）と結婚し、リリアン・ヒンメル（Lillian Himmel）となるが、以降も、通常はリリアン・バスマンという名前を用いた。1940年にアレクセイ・ブロドヴィッチのクラス（the New School for Social Research）に入る。
1941年には、ブロドヴィッチのアシスタントとして、ハーパース・バザーでの仕事を開始（当初はアート・ディレクターとして）。リチャード・アヴェドン、アーノルド・ニューマン、ロバート・フランクらの写真家と仕事をともにしつつ、1940年代には自身も写真撮影を始めた。主な作品には「Betty Beihn, Nude I」(1950年)などがある。彼女は、ジュニア・バザー（Junior Bazaar）でも仕事をした。
1951年に、夫とともにニューヨークに写真スタジオを設けている。1970年代には写真制作から離れ、1980年代後半からデザイン学校（Parsons School of Design）での教育を行った。(1970年代から1980年代にかけて日本人写真家 土井弘介が助手をつとめていた。バスマンと土井の親交はバスマンの死まで続いた)
1980年代末から1990年代にかけて再評価されることとなり、それも受けて1990年代半ばには、再びファッション写真に携わるようになった。
2012年2月13日、バスマンはニューヨーク市マンハッタンの自宅で死去した。94歳没。

## 写真集
- Lillian Bassman, Kilchberg/Zurich, Edition Stemmle, 1997

## 洋書
- Photographers A-Z, Hans-Michael Koetzle, Taschen, 2011, 978-3-865-1109-4（26ページ）